# Punky Meadows
Edwin Lionel Meadows, noto con il nome d'arte Punky Meadows (Washington, 6 febbraio 1950), è un chitarrista statunitense.
Meadows fu noto soprattutto per la sua immagine glam quando militava della rock band Angel durante gli anni settanta. Tale immagine effeminata del chitarrista fu oggetto di pesante ironia da parte del musicista rock Frank Zappa nella canzone Punky's Whips, presente sull'album dal vivo Zappa in New York del 1978.

## Biografia
Edwin Meadows crebbe a Washington, primo di quattro fratelli, nel quartiere Barnaby Terrace che aveva prodotto leggende della chitarra come Danny Gatton, Roy Clark, e Link Wray. Frequentò la Draper Elementary School e successivamente l'Hart Junior High School, dove iniziò a suonare la chitarra in un gruppo studentesco.

## Carriera musicale
Durante il periodo della British invasion a metà anni sessanta, Meadows formò un gruppo chiamato English Setters con gli amici Chris Grimes, Larry Gray, e Doug Grimes, ispirandosi al sound dei Beatles. La band arrivò anche ad apparire concerti per artisti famosi quali Yardbirds, Neil Diamond, e Young Rascals. Nel 1967, gli English Setters cambiarono il proprio stile e il nome in Cherry People, e firmarono un contratto discografico con la Heritage Records. Meadows stesso disse che la casa discografica li pubblicizzò come i "Monkees dei poveri". Andarono brevemente in tour nel 1968, suonando al Caesars Palace e apparendo nella trasmissione televisiva American Bandstand.

### Angel
Quando i Cherry People si sciolsero nel giugno 1975, Meadows e Mickie Jones formarono i Daddy Warbux, successivamente rinominati BUX, che pubblicarono un solo album. Gli Angel nacquero quando i due incontrarono Gregg Giuffria e poi Barry Brandt e Frank Dimino, scegliendo il nome "Angel" ispirandosi al titolo di una canzone di Jimi Hendrix, del quale Meadows era un grande fan.
Gli Angel pubblicarono una serie di dischi tra il 1975 e il 1979, e l'album dal vivo Live Without a Net nel 1980, per poi sciogliersi nel 1981 quando il successo iniziò a sfumare. Meadows, tuttavia, sia durante la sua permanenza nella band che dopo, ricevette l'offerta di entrare a far parte di Kiss, Aerosmith e New York Dolls, rifiutando tutte le volte.

#### Punky's Whips
La band possedeva un'immagine glam molto vistosa, e proprio Punky Meadows stesso divenne l'emblema dell'immagine androgina del gruppo, così tanto da meritarsi di essere preso in giro da Frank Zappa che ridicolizzò le sue caratteristiche labbra carnose e i suoi fluenti capelli tinti nella canzone Punky's Whips. Nel brano, cantato da Terry Bozzio, il batterista descriveva il suo "colpo di fulmine" per le labbra di Punky dopo aver visto una sua foto su una fanzine giapponese, affermando di non essere gay anche se fortemente eccitato da Meadows, e terminando "promettendo di non venirgli in bocca" («I Promise Not To Come In Your Mouth»). Gli Angel risposero alla provocazione componendo il brano Whips in risposta alla canzone di Zappa dove Punky veniva insultato; Meadows, comunque, prese con ironia tutta la faccenda e non si offese per nulla, offrendosi anzi di salire sul palco insieme a Zappa vestito nel suo costume da Angel per interpretare la canzone. La casa discografica di Zappa, Warner Bros. Records, non fu però dello stesso parere, e per paura di cause legali per motivi diffamatori, creò problemi e ritardi nella pubblicazione del disco nel quale era contenuta la canzone.
Mentre il gruppo aveva (ed ha ancora) diversi siti internet di ammiratori, Punky Meadows ha addirittura un sito esclusivamente dedicato a lui da un fan, il "Punky Meadows Shrine".

## Carriera post-Angel
Meadows si è ritirato dal mondo della musica, e per tredici anni ha lavorato in un salone di bellezza di sua proprietà a Oakton, in Virginia.

## Discografia

### The English Setters 1965-1967
- Tragedy / If She's All Right (marzo 1966)
- Someday You'll See / It Shouldn't Happen to a Dog (luglio 1966)
- Wake Up / She's in Love (gennaio 1967)

### The Cherry People 1967-1972
Album e Singoli
- The Cherry People (1968)
- And Suddenly / Imagination (1968)
- I'm The One Who Loves You / Gotta Get Back (To the Good Life) (1968)
- Sea and Me / Come on Over (1972)

### BUX 1972-1974
- We Came to Play (Registrato nel 1974, pubblicato nel 1976)

### Angel 1974-1981
- Angel (1975)
- Helluva Band (1976)
- On Earth as It Is in Heaven (1977)
- White Hot (1978)
- Sinful (1979)
- Live Without a Net (1980)
- An Anthology (1992)
- In the Beginning (1999) - Punky Meadows suona la chitarra solista nei brani Hero e Set Me Free
- Angel: The Collection (2000)
- Angel: The Singles Collection Volume 1 (2006)
- Angel: The Singles Collection Volume 2 (2006)